# Per Nilsson (författare)
Per Håkan Stefan Nilsson, född 13 februari 1954 i Möllevångens församling i Malmö, är en svensk författare. Han är sedan 1981 bosatt i Sölvesborg.

## Biografi
Under högskoletiden utbildade sig Nilsson i matematik och musik. Till en början arbetade han ganska länge som högstadielärare men efter ett tag blev han författare på heltid. Han har skrivit barnböcker, ungdomsromaner och en vuxenroman. Hans författarkarriär inleddes när han började skriva för sina barn för att berätta om sig själv som 11–12-åring. Till slut satte han ihop olika minnesscener till en bok som han skickade in till en tävling. Detta blev hans debut, Mellan vakna och somna, som utkom 1986. Hans böcker är översatta till 20 språk. Han har också skrivit filmmanuset till Hannah med H som var baserad på hans ungdomsroman Ett annat sätt att vara ung. Mellan 1997 och 2010 var han ledamot i Svenska barnboksakademin.

## Filmmanus
- 2003 – Hannah med H

## Priser och utmärkelser
- 1992 – Rabén & Sjögrens tävling "bästa kärleksroman" för Hjärtans Fröjd[2]
- 1994 – August-nominerad för Korpens sång[2]
- 1997 – Deutscher Jugendliteraturpreis för Hjärtans Fröjd[2]
- 1997 – Nils Holgersson-plaketten  för Anarkai[2]
- 1998 – ABF:s litteratur- & konststipendium
- 1998 – August-nominerad för Du & du & du.[2]
- 1999 – Astrid Lindgren-priset [2]
- 1999 – Holländska priset The silver kiss för Hjärtans fröjd.[2]
- 2000 – August-nominerad för Ett annat sätt att vara ung[2]
- 2002 – August-nominerad för Sjutton[2]
- 2003 – Expressens Heffaklump för Ask och Embla
- 2006 – Augustpriset för Svenne[2]
- 2006 – Los Angeles Times Book Prize för Du & du & du.[2]
- 2019 – Emilpriset
- 2021 – Ingvar Lundberg-priset[5]
- 2021 – Stiftelsen Martha Sandwall-Bergströms författarfonds stipendium [6]